# 库朗斯
库朗斯（法語：Courances，法語發音：[kuʁɑ̃s] ⓘ）是法国法蘭西島大區埃松省的一个市镇，属于埃夫里区。

## 地理
库朗斯（48°26'23"N, 2°28'29"E）面积8.31 平方千米，位于法国法蘭西島大區埃松省，该省份为法国北部内陆省份，北起上塞纳省和马恩河谷省，西接厄尔-卢瓦省和伊夫林省，南至卢瓦雷省，东临塞纳-马恩省。
与库朗斯接壤的市镇（或旧市镇、城区）包括：达讷穆瓦、塞利、比耶尔地区弗勒里、米伊拉福雷、埃科勒河畔穆瓦尼。

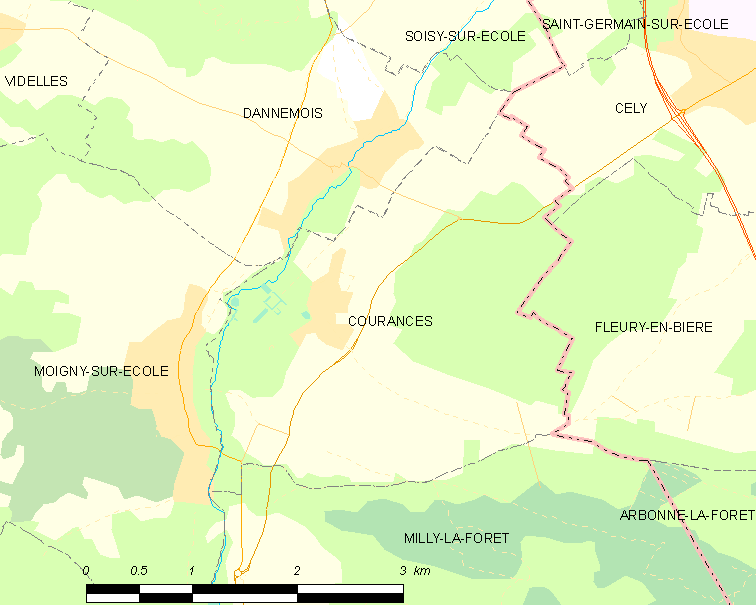
库朗斯的OSM定位图

库朗斯的时区为UTC+01:00、UTC+02:00（夏令时）。

## 行政
库朗斯的邮政编码为91490，INSEE市镇编码为91180。

## 政治
库朗斯所属的省级选区为梅讷西县。

## 人口

1962-2008年间库朗斯人口变化图示

库朗斯于2022年1月1日时的人口数量为336人。